# Az elfelejtett éjszaka (Vámpírnaplók)
Az elfelejtett éjszaka (The Night of the Comet) a Vámpírnaplók című amerikai sorozat első évadjának második epizódja.

## Epizódismertető
Mystic Falls lakói ünnepséget rendeznek egy, a város felett elhaladó üstökös alkalmából. Vicki állapota Damon támadása után nehezen javul, folyton rémeket lát. Stefan, hogy segítsen a lány és a saját helyzetén, befolyásolja az emlékeit, de Matt megzavarja, később kérdőre vonja a fiút. Jeremyvel egyre több gond van az iskolában és Jenna nem tudja, hogy mit tegyen. Elena megismerkedik Damonnal, aki kérdéseket vet fel a lányban Stefan múltjával kapcsolatban. Damon ismét próbára teszi Stefant, s közben egyre több áldozatot követel a bosszúja.

## Zenék
- Metric – Help I'm Alive
- Mat Kearney – Closer to Love
- The Dead Weather – Hang You From The Heavens
- The Gossip – Heavy Cross
- Neko Case – I'm An Animal
- Dragonette – I Get Around
- Sara Bareilles – Gravity